# Рообука
Ро́обука (эст. Roobuka) —  деревня в волости Саку уезда Харьюмаа, Эстония.

## География и описание
Расположена в северной части Эстонии, в 15 км к югу от Таллина. На севере примыкает к посёлку Кийза, на юге и на юго-западе к посёлку Аэспа волости Кохила. Высота над уровнем моря — 60 метров. 
Климат — умеренный. Официальный язык — эстонский. Почтовый индекс — 75516.

## Население
По данным переписи населения 2021 года, в Рообука насчитывался 541 житель, из них 490 (91,1 %) — эстонцы.
По данным переписи населения 2011 года, в деревне проживали 407 человек, из них 376 (92,4 %) — эстонцы.
Численность населения деревни Рообука по данным переписей населения:
| Год  | 1959 | 1970 | 1979 | 1989 | 2000  | 2011  | 2021  |
| ---- | ---- | ---- | ---- | ---- | ----- | ----- | ----- |
| Чел. | 77   | ↗ 78 | ↘ 59 | ↘ 55 | ↗ 138 | ↗ 407 | ↗ 541 |

## История
Деревня сформировалась в начале XX века вокруг хутора Рообука, от которого и получила своё название. В советское время здесь были основаны дачные кооперативы, затем дачи стали перестраиваться в дома для круглогодичного проживания. Близкое расположение к столице и соседство с посёлком Кийза обусловили быстрый рост населения деревни.

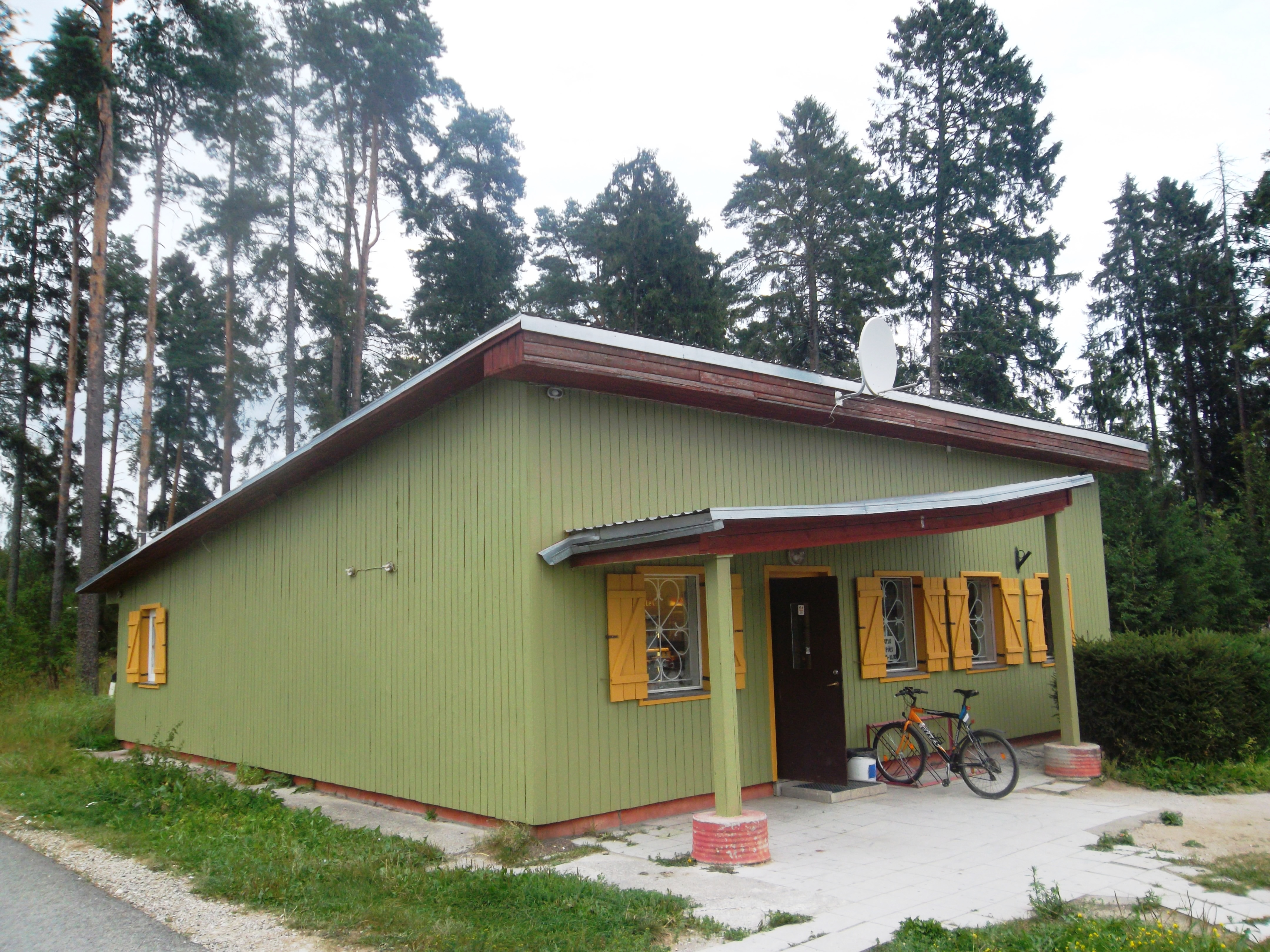
Магазин в Рообука, 2014 год

## Транспорт
В деревне находится железнодорожная платформа Рообука железной дороги Таллинн—Вильянди. Здесь останавливаются все электрички, следующие по железнодорожным маршрутам, соединяющим Таллин c Рапла, Вильянди и Тюри.

## Комментарии
1. ↑  Эстонские топонимы, оканчивающиеся на -а, не склоняются и не имеют женского рода (исключение — Нарва)[8].